# Iburi Izō
Iburi Izō (japonês: 飯降 伊蔵, 1833-1907) foi o segundo líder espiritual, Honseki, do Tenrikyo após a morte de Miki Nakayama (Oyassama) em 1887, enquanto o filho de Oyassama, Shinnosuke, tornou-se o líder administrativo, o Shinbashira. Tendo recebido a "concessão do discurso" de Oyassama, Iburi ditou o Osashizu, instruções adicionais divinamente inspiradas sobre a criação e manutenção de uma comunidade Tenrikyo.
Iburi nasceu em Murō, Nara, em 1833, mas foi forçado a partir quando sua família ficou desesperançosa. Ele se mudou para a Tenri dos dias modernos e procurou uma esposa. Sua primeira esposa morreu no parto, enquanto o segundo casamento arranjado com uma viciada em jogos de aposta foi rapidamente anulado. Sua terceira esposa ficou gravemente doente após o parto, o que o levou a procurar o Tenrikyo. Ele se tornou um membro depois que sua esposa foi curada e ia ver Oyassama todos os dias, apoiando-a em tempos de perseguição religiosa.
Iburi presidiu durante um período de rápida expansão para o Tenrikyo, que a viu alcançar aldeias em todo o Japão. Em 1896, 8% de todos os cidadãos japoneses eram adeptos do Tenrikyo.
Era intenção de Iburi continuar com a posição de Honseki, passando a liderança espiritual a um sucessor digno, enquanto a posição de Shinbashira era passada para a família Nakayama. Ele escolheu uma mulher, Naraito Ueda, para a posição de Honseki. Mas ela ficou doente e Em 1918, um boato foi espalhado que ela era louca, então a posição Honseki continuou com Iburi, e a família Nakayama assumiu as rédeas como líder central.